# 拉韦西耶尔
拉韦西耶尔（法語：Laveissière，法語發音：[lavesjɛʁ]）是法国康塔尔省的一个市镇，位于该省中部，属于圣弗卢尔区。

## 地理
拉韦西耶尔（45°6'58"N, 2°48'22"E）面积34.93 平方千米，位于法国奥弗涅-罗讷-阿尔卑斯大区康塔爾省，该省份为法国中南部省份，位于法國中央高原中心，北起科雷兹省、上盧瓦爾省和多姆山省，西接洛特省和科雷兹省，南至阿韦龙省和洛特省，东临上盧瓦爾省和洛泽尔省。
与拉韦西耶尔接壤的市镇（或旧市镇、城区）包括：阿尔伯皮埃尔-布勒东、迪耶讷、拉维日里、芒达耶-圣于连、圣雅克德布拉、米拉。
拉韦西耶尔的时区为UTC+01:00、UTC+02:00（夏令时）。

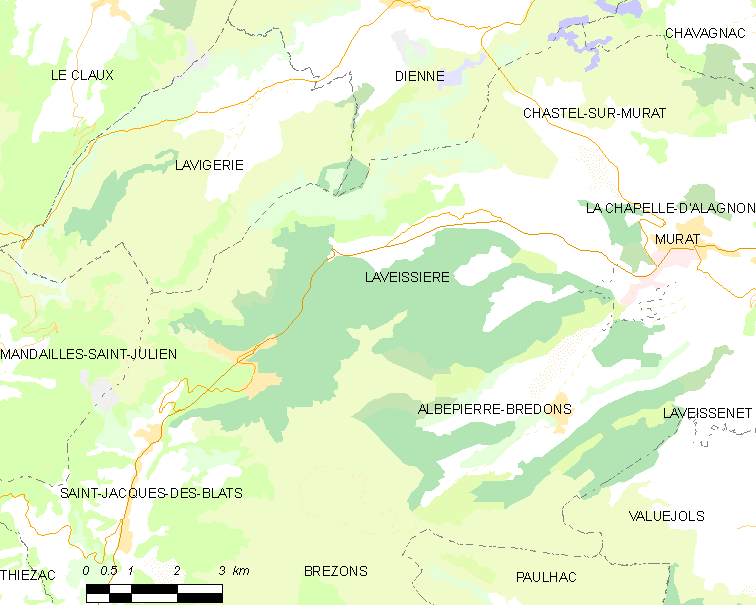
拉韦西耶尔的OSM定位图

## 行政
拉韦西耶尔的邮政编码为15300，INSEE市镇编码为15101。

## 政治
拉韦西耶尔所属的省级选区为米拉县。

## 人口

1962-2008年间拉韦西耶尔人口变化图示

拉韦西耶尔于2022年1月1日时的人口数量为526人。